# Дулинг, Брендан
Брендан Дулинг (англ. Brendan Dooling: род. 27 января 1990 года) — американский актёр, получивший известность благодаря роли подростка Уолта Рейнольдса в телесериале «Дневники Кэрри».

## Биография

### Ранние годы и личная жизнь
У Брендана есть старшая сестра. С 11 лет выступал в театре «Gateway Acting School» в Беллпорте на Лонг-Айленде. В данный момент живёт в Нью-Йорке. Работал в музее мадам Тюссо в комнате ужасов на Таймс-сквер. Летом 2012 года ездил в путешествие по Перу. Брендан любит играть на гитаре, в баскетбол и бросать фрисби.

### Карьера
Появился в эпизоде мыльной оперы «Как вращается мир». Дулинг получил широкую известность, когда снялся в роли Уолта в телесериале «Дневники Кэрри», хотя изначально пробовался на роль Себастьяна. В данный момент к выходу готовится фильм «Полной грудью», где главную роль сыграл Гай Пирс.
Кроме того, Дулинг актёр театра со стажем — среди его работ участие в постановках мюзиклов «Мужской стриптиз», «Holiday Spectacular», «Король и я» и «Иисус Христос — суперзвезда».

## Фильмография

### Кино
| Кино | Кино                   | Кино           | Кино          | Кино                   |
| Год  | Название               | В оригинале    | Обязанности   | Примечания             |
| ---- | ---------------------- | -------------- | ------------- | ---------------------- |
| 2013 | Паранойя               | Paranoia       | Дилан Годдард |                        |
| 2013 | Полной грудью          | Breathe In     | Райан         | полнометражный фильм   |
| 2012 | Дорога в неизвестность | Somewhere Road | Уайли         | короткометражный фильм |

### Телевидение
| Телевидение | Телевидение                  | Телевидение                          | Телевидение        | Телевидение                          |
| Год         | Название                     | В оригинале                          | Обязанности        | Примечания                           |
| ----------- | ---------------------------- | ------------------------------------ | ------------------ | ------------------------------------ |
| 2013        | Дневники Кэрри               | The Carrie Diaries                   | Уолт Рейнольдс     | 13 эпизодов +                        |
| 2013        | Веселые паровозики           | Chuggington                          | Скайлар            | озвучивание, эпизод «Chief Wilson»   |
| 2012        | Помнить всё                  | Unforgettable                        | Парень из братства | эпизод «Brotherhood»                 |
| 2011        | История Эльфа: Эльф на полке | An Elf's Story: The Elf On The Shelf | Чиппи              | озвучивание, телевизионный фильм     |
| 2011        | Веселые паровозики           | Chuggington                          | Скайлар            | озвучивание, эпизод «Skylar’s Squad» |
| 2009        | Как вращается мир            | As World Turns                       | Ник                | 1 эпизод                             |